# Radeberger Gruppe
Radeberger Gruppe KG mied hovedkvarter i Frankfurt am Main er en tysk bryggerikoncern. Gruppen inkluderer 60 ølmærker fordelt over hele Tyskland. De har 12 afdelinger, hvor de brygger øl og producerer læskedrik.
Binding-Brauerei blev opkøbt af Dr. August Oetker KG i 1952 og fik navnet Binding-Gruppe. I 2002 skiftede de navn til Radeberger Gruppe.